# Pierre Drieu La Rochelle
Pierre Eugène Drieu La Rochelle (pron.:  [dʁjø la ʁɔʃɛl]; Paris, 3 de janeiro de 1893 - Paris, 15 de março de 1945) foi um escritor francês, autor de romances, contos e ensaios políticos. Defensor do fascismo francês na década de 1930, e foi um notório colaboracionista durante a ocupação alemã.

## Biografia
Drieu nasceu no 10º arrondissement de Paris de uma família pequeno-burguesa, de ideias nacionalistas. Seu pai, Emmanuel Drieu la Rochelle (1863-1934), era advogado e pertencia a uma velha família normanda, cujo ancestral, Pierre Drieu (1771-1845), servira no batalhão da Mancha (1791-1814) e, na caserna, recebera o apelido de "La Rochelle", o qual incorporou ao nome dos seus descendentes. Sua mãe, Eugénie-Marie Lefèvre (1871-1925), era filha de um arquiteto. 
Instalada na Cité Malesherbes,  9º arrondissement de Paris, a família acaba por se desfazer, em consequência de problemas conjugais e financeiros. O pai volta para sua antiga amante, depois de ter dilapidado o dote de sua esposa. Nessas circunstâncias, o avô materno, Eugène Lefèvre (1839-1915), torna-se o único refúgio afetivo para o jovem Pierre, :33 que tornar-se-á um leitor de Stendhal e  Maurice Barrès, logo adquirindo o gosto pela escrita. 
Ainda menino, tem dificuldades para entender o rumoroso Caso Dreyfus, bem como todo o debate entre dreyfusards e antidreyfusards. No entanto, pôde testemunhar o antissemitismo virulento de sua avó paterna, Sophie Lefèvre (1847-1913), e o conservadorismo de sua família, que então se exprimem abertamente.:48
Ingressa na École libre des sciences politiques, pretendendo dedicar-se à diplomacia. Todavia, contrariando todas as expectativas, é reprovado no exame final, o que o faz pensar em suicídio.
É mobilizado desde o início da Primeira Guerra Mundial. Ferido por três vezes, a experiência da guerra marca os poemas reunidos em Fond de cantine (1920), assim como os contos de La Comédie de Charleroi (1934).
Em 1917, Drieu se casa com Colette Jéramec (1896-1970), irmã de um colega de origem judaica. O divórcio viria em outubro de 1921. Em suas anotações de estudante, escreve: "Dois seres que passarei toda a minha vida a descobrir: a mulher e o judeu".
Em 1922, publica Mesure de la France, ensaio  que lhe dá uma alguma notoriedade. Publica também vários romances. 
Inicialmente atraído pelo  pacifismo, junta-se aos surrealistas nos anos 1920, depois de ser apresentado a Louis Aragon, na primavera de 1917, por sua esposa, Colette.  Apesar da opiniões políticas opostas, Drieu e Aragon foram amigos até 1925, quando romperam por causa de uma mulher. Drieu inspirou a Aragon o personagem de Aurélien, que encarna o mal du siècle da geração do pós-guerra (por meio desse personagem, Aragon deseja refletir sobre a trajetória, de uma parte dessa geração, rumo ao fascismo). A admiração por Aragon livra Drieu da tentação de aderir à Action française. Segundo Dominique Desanti, só muito mais tarde é que Drieu será tentado pelas teorias nacionalistas. :127 Ele é, como diz Maurizio Serra, em Les Frères séparés, Drieu la Rochelle, Aragon, Malraux, face à l'Histoire, um "desgarrado".
Adere ao movimento Dada, em companhia de Louis Aragon, :159 e assiste às reuniões quando suas conquistas femininas o permitem. Assiste também às reuniões do grupo Littérature, uma revista com a qual colabora. Está presente no Théâtre de l'Œuvre quando Breton aparece em cena como homem-sanduíche, sobre o qual está escrito o Manifesto DaDa, além de versos de Francis Picabia. Mas essas brincadeiras grosseiras do mundo literário deixam Drieu amargurado. Ele escreve em seu jornal que o estatuto de escritor, que lhe atribuem, é uma impostura, já que ele não havia publicado nenhum livro. :165
Nos escritos políticos de Drieu, ele argumentava que o sistema parlamentarista (o governo de honra da Terceira República Francesa ) era responsável pelo que ele via como a "decadência" da França (crise econômica, declínio nas taxas de natalidade, etc.). Em "Le Jeune Européen" ("Juventude Européia", 1927) e "Genève ou Moscou" ("Genebra ou Moscou", 1928), Drieu La Rochelle defendeu uma Europa forte e denunciou o "materialismo decadente" da democracia. Ele acreditava que uma Europa federal poderia reforçar uma forte união econômica e política isolada do imperialismos russo e americano; em 1939, ele passou a acreditar que apenas a Alemanha nazista poderia cumprir uma promessa tão autárquica. Seus pontos de vista pró-europeus expressos em 1928 foram logo seguidos por contatos mais estreitos com organizações de empregadores, entre eles o Redressement Français de Ernest Mercier, e então, no final da década de 1920 e início dos anos 1930, com algumas correntes do Partido Radical.

## Fascismo
Ainda em 1931, em L'Europe contre les patries, Drieu escrevia como um opositor de Hitler  mas, em 1934 - especialmente depois dos tumultos de 6 de fevereiro de 1934, organizados por organizações francesas de extrema-direita, diante do Palácio Bourbon, e depois de uma visita à Alemanha nazista, em setembro de 1935, onde testemunhou a reunião do Reichsparteitag, em Nuremberg -  Drieu abraçou o nazismo como um antídoto para a  mediocridade  da democracia liberal. Após os distúrbios de 6 de fevereiro de 1934, ele contribuiu para a revista La Lutte des Jeunes e reinventou-se como fascista. O título do seu livro de outubro de 1934 Socialisme Fasciste foi representativo de sua política na época. Nele, Drieu descreve seu descontentamento com o marxismo como resposta aos problemas da França. Escreveu que encontrou inspiração em Georges Sorel, Fernand Pelloutier e no antigo socialismo francês de Saint-Simon, Fourier e Proudhon.
Drieu La Rochelle juntou-se ao fascista Parti Populaire Français (PPF), de Jacques Doriot, em 1936, e tornou-se o editor de sua resenha, L'Emancipation Nationale, até sua ruptura com o partido em 1939. Em 1937, com "Avec Doriot", ele defendeu um fascismo especificamente francês. Ele continuou escrevendo seu romance mais famoso, Gilles, durante esse tempo.
Ele apoiou o colaboracionismo e os nazistas, na ocupação do norte da França. Durante a ocupação de Paris, Drieu sucedeu a Jean Paulhan (que ele salvou duas vezes das mãos da Gestapo) como diretor da Nouvelle Revue Française e assim se tornou uma figura de liderança da colaboração cultural francesa com os ocupantes nazistas, que ele esperava que se tornassem líderes de uma "Internacional fascista". Sua amizade com o embaixador alemão em Paris, Otto Abetz, antecedia a guerra. Ele também foi membro do comitê da Groupe Collaboration. A partir de 1943, no entanto, ele ficou desiludido com a Nova Ordem e voltou-se para o estudo da espiritualidade oriental. Em um ato final e provocativo, ele novamente abraçou o PPF de Jacques Doriot, simultaneamente declarando em seu diário secreto sua admiração pelo stalinismo.

## Obras
A lista a seguir não é exaustiva.
- Interrogation (1917), poemas
- Fond de cantine (1920), poemas
- Etat civil (1921)
- Mesure de la France (1922), ensaio
- L'homme couvert de femmes (1925), novela
- "Le Jeune Européen" (1927), ensaio
- "Genève ou Moscou" (1928), ensaio
- Hotel Acropolis (Une femme à sa fenêtre) (1929), novela
- "L'Europe contre les patries" (1931), ensaio
- Will O' the Wisp (Le Feu Follet) (1931). Este pequeno romance narra os últimos dias de um ex-usuário de heroína que comete suicídio. Foi inspirado pela morte do amigo de Drieu, o poeta surrealista Jacques Rigaut. Louis Malle adaptou para a tela em 1963 como " The Fire Within ". Joachim Trier adaptou-o como " Oslo, 31 de agosto " em 2011.
- Drôle de voyage (1933), novela
- La comédie de Charleroi (1934), coletânea de contos em que Drieu tenta lidar com seu trauma de guerra.
- Socialisme Fasciste (1934), ensaio
- Beloukia (1936), novela
- Rêveuse bourgeoisie (1937). Neste romance, Drieu conta a história do casamento fracassado de seus pais.
- "Avec Doriot" (1937), panfleto político
- Gilles (1939) é o principal trabalho de Drieu. É simultaneamente um romance autobiográfico e uma acusação amarga da França entre guerras.
- "Ne plus attendre" (1941), ensaio
- "Notes pour comprendre le siècle" (1941), ensaio
- "Chronique politique" (1943), ensaio
- The Man on Horseback (L'homme à cheval) (1943), novela
- Les chiens de paille (1944), novela
- "Le Français d'Europe" (1944), ensaio
- Histoires déplaisantes (1963, póstumo), contos
- Mémoires de Dirk Raspe (1966, póstumo), novela
- Journal d'un homme trompé (1978,póstumo), contos
- Journal de guerre (1992, posthumous), diário de guerra